# 권혁진 (1988년)
권혁진 (한국 한자: 權赫珍, 1988년 3월 23일 ~ )은 대한민국의 축구 선수로 포지션은 공격수이며 시사켓 FC에서 뛰었었다. 축구 선수 염기훈과 동서 지간이다. 둘의 장인 김성기 또한 축구 선수 출신으로 현재 강경상업고등학교 축구부 감독을 맡고 있다.